# Brodina, Suceava
Brodina este satul de reședință al comunei cu același nume din județul Suceava, Bucovina, România.